# اسپارتان (فیلم ۲۰۰۴)
بازیافته (به انگلیسی: Spartan) یا اسپارتان یک فیلم اکشن محصول مشترک آمریکا و آلمان به کارگردانی دیوید ممت با بازی وال کیلمر، درک لوک، تیا تکسادا، اد اونیل تیا تکسادا، ویلیام اچ میسی، و کریستن بل همراه می‌باشد. این فیلم در ایالات متحده و کانادا در ۶تاریخ ۱۲ مارس ۲۰۰۴ منتشر شد.

## داستان
جوان یکی از اعضای رده بالای دولت ربوده شده است و مامور «اسکات» به دلیل روشهای غیرمامول و خشن اما نتیجه بخش خود، به تیم سرویس مخفی منتقل می‌شود تا در پرونده‌ی پیدا کردنش کمک کند و ...